# Radziszewo (województwo warmińsko-mazurskie)
Radziszewo (niem. Karlsfelde, Karłowo k. Krzywińskich (1946), Rodzisz (1947)) – osada w Polsce, w województwie warmińsko-mazurskim, w powiecie węgorzewskim, w gminie Pozezdrze. Miejscowość sołecka.
W latach 1975–1998 miejscowość należała administracyjnie do województwa suwalskiego.

## Nazwa
28 marca 1949 r. ustalono urzędową polską nazwę miejscowości – Radziszewo, określając drugi przypadek jako Radziszewa, a przymiotnik – radziszewski.